# Municipio de Aspindza
El municipio de Aspindza (en georgiano: ასპინძის მუნიციპალიტეტი) es un municipio al sur de Georgia perteneciente a la región de Mesjetia-Yavajetia. El área total del municipio es 825 kilómetros cuadrados y su centro administrativo es Aspindza. La población era 10.372, según el censo de 2014.

## Geografía
El municipio limita al oeste con el municipio de Ajaltsije, al este con el municipio de Ajalkalaki y al noreste con el municipio de Boryomi. En el sur está la frontera estatal con Turquía.
El río Kurá atraviesa el municipio de sur a noroeste. Al norte se eleva la cordillera de Trialeti con su pico más alto, el Shaviklde (2850 m) en el extremo noreste, en el punto de encuentro de los tres municipios de Akalkalaki, Aspindza y Boryomi. Al suroeste del Kurá se elevan las montañas de Erusheti, que se extienden hasta Turquía, donde se encuentran sus picos más altos, incluido el Kel Dağı (3033 m) y el Gumbati (2964 m), en el suroeste del municipio.

## Historia
Después del colapso del reino de Georgia en el siglo XVI, el área del municipio se encontraba en parte en la entidad inicialmente independiente conocida como el principado de Mesjetia, en parte en la parte superior de Yavajetia, que fue cogobernada temporalmente por este último. Sin embargo, pronto ambos fueron anexados por el Imperio otomano. Después de que el área fuera anexionada por el Imperio ruso como resultado de la guerra ruso-turca de 1828-29, pasó a formar parte de la gobernación de Tiflis y, hasta los primeros años de la Unión Soviética, perteneció principalmente al uyezd de Ajaltsije y, en menor medida, al uyezd de Ajalkalaki.
En 1933 se escindió el anteriormente conocido mazra de Toloshi y se renombró como raión de Aspindza. En noviembre de 1944, todos los miembros de los turcos mesjetios, un grupo étnico de habla turca de fe predominantemente musulmana (alrededor de dos tercios de la población local) fueron deportados a las repúblicas soviéticas de Asia Central como parte de un campaña de reasentamiento estalinista. La población de la zona no se ha recuperado de este evento hasta el día de hoy, ya que, a diferencia de otras partes afectadas económicamente más importantes de Georgia, solo unos pocos miembros de otros grupos étnicos fueron reasentados allí.
Después de la independencia de Georgia, el raión se asignó a la recién formada región de Mesjetia-Yavajetia en 1995 y se transformó en municipio en 2006.

## Política
La asamblea municipal de Aspindza (en georgiano: ახალციხის საკრებულო) es un órgano representativo en el municipio de Aspindza, que consta de 30 miembros que se eligen cada cuatro años. La última elección se llevó a cabo en octubre de 2021. Rostom Magrakvelidze del Sueño Georgiano (SG) fue elegido alcalde en las últimas elecciones.
| Partido político | Partido político                    | 2017 | 2021 |
| ---------------- | ----------------------------------- | ---- | ---- |
|                  | Sueño Georgiano                     | 22   | 22   |
|                  | Movimiento Nacional Unido           | 1    | 6    |
|                  | Georgia Europea                     | 2    | 1    |
|                  | Lelo para Georgia                   |      | 1    |
|                  | Alianza de los Patriotas de Georgia | 2    |      |
| Total            | Total                               | 27   | 30   |

## División administrativa
El municipio consta de 1 daba o asentamientos de tipo urbano, Aspindza, y 55 pueblos (sopeli).
Los temi o consejos de pueblos son: Atskvita, Damala, Dzveli, Idumala, Indusa, Jertvisi, Jizabavra, Kuntsa, Nakalakevi, Obareti, Orgora, Ota, Oshora, Rustavi, Sakudabeli, Saro, Tmogvi, Toki, Toloshi, Vargavi.

## Demografía
La población del municipio de Aspindza ha disminuido desde 1989, con una pérdida de población del 23%. Si se compara con la población anterior a la deportación de los turcos mesjetios, la reducción es del 70%.
| Población del municipio de Aspindza                                    | Población del municipio de Aspindza | Población del municipio de Aspindza | Población del municipio de Aspindza | Población del municipio de Aspindza | Población del municipio de Aspindza | Población del municipio de Aspindza | Población del municipio de Aspindza | Población del municipio de Aspindza | Población del municipio de Aspindza | Población del municipio de Aspindza | Población del municipio de Aspindza |
|                                                                        | 1897                                | 1922                                | 1926                                | 1939                                | 1959                                | 1970                                | 1979                                | 1989                                | 2002                                | 2014                                | 2021                                |
| ---------------------------------------------------------------------- | ----------------------------------- | ----------------------------------- | ----------------------------------- | ----------------------------------- | ----------------------------------- | ----------------------------------- | ----------------------------------- | ----------------------------------- | ----------------------------------- | ----------------------------------- | ----------------------------------- |
| Municipio de Aspindza                                                  | -                                   | -                                   | -                                   | 32 644                              | 11 265                              | 12 494                              | 12 264                              | 13 262                              | 13 010                              | 10 372                              | 10 587                              |
| Asentamiento de Aspindza                                               | -                                   | 679                                 | -                                   | 1461                                | 1609                                | 2550                                | 2877                                | 3711                                | 3243                                | 2793                                | 2648                                |
| Datos: Estadística de población de Georgia desde 1897 hasta hoy. Nota: |                                     |                                     |                                     |                                     |                                     |                                     |                                     |                                     |                                     |                                     |                                     |

La población está compuesta por un 97,10% de georgianos. En noviembre de 1944, los turcos mesjetios, un grupo étnico de habla turca de fe predominantemente musulmana que vive en esta zona, fueron deportados a las repúblicas soviéticas de Asia Central como parte de una operación de reasentamiento estalinista. En ese momento, los turcos mesjetios constituían las tres cuartas partes de la población del raión de Aspindza (21.612 de los 32.644 habitantes en 1939, aunque en el censo se les identifica como azerbaiyanos). Los intentos de devolverlos a la Georgia independiente han fracasado, encontrándose con resistencia local.
|                            | 1939      | 1939       | 1959      | 1959       | 2014      | 2014       |
| Grupo étnico               | Población | Porcentaje | Población | Porcentaje | Población | Porcentaje |
| -------------------------- | --------- | ---------- | --------- | ---------- | --------- | ---------- |
| Georgianos                 | 6500      | 19,9%      | 9081      | 80,6%      | 8959      | 86,37%     |
| Rusos                      | 351       | 1,1%       | 60        | 0,5%       | 12        | 0,12%      |
| Ucranianos                 | 351       | 1,1%       | 6         | 0,1%       | 3         | 0,03%      |
| Azeríes y turcos mesjetios | 21 612    | 66,2%      | 5         | 0,1%       | 13        | 0,08%      |
| Armenios                   | 1741      | 5,3%       | 2068      | 18,4%      | 1381      | 0,12%      |
| Osetios                    | 2         | 0,1%       | 8         | 0,1%       | 5         | 0,05%      |
| Griegos                    | 34        | 0,1%       | 20        | 0,2%       | 7         | 0,07%      |
| Judíos                     | 5         | 0,1%       | 2         | 0,1%       | -         | -          |
| Kurdos                     | 1980      | 6,1%       | 2         | 0,1%       | -         | -          |
| Alemanes                   | 7         | 0,1%       | -         | -          | -         | -          |
| Lezguinos                  | 1         | 0,1%       | -         | -          | -         | -          |
| Tártaros                   | 352       | 1,1%       |           |            |           |            |
| Total                      | 32 644    | 100%       | 11 265    | 100%       | 10 372    | 100%       |

Los armenios son la mayor minoría en el municipio, principalmente asentados en Damala (donde representan el 99% de la población). 

## Economía
La agricultura es tradicionalmente la principal fuente de actividad, la horticultura y la ganadería. El turismo se ha desarrollado gracias a las fuentes termales (Aspindza y Nakalakevi) y al conjunto monástico de Vardzia que tiene la particularidad de ser troglodita.

## Infraestructura

### Arquitectura, monumentos y lugares de interés
El monumento más destacado de la región sin duda es el monasterio de Vardzia, una ciudad-monasterio tallada en cuevas que data del siglo XII. Otro monasterio excavado en cuevas son las cuevas de Vani o Vanis Kvabebi. 
Aparte de monasterios en las cuevas, hay numerosas fortalezas o ruinas de ellas como son la fortaleza de Jertvisi o la fortaleza de Tmogvi.

### Transporte
La carretera principal internacional S11 atraviesa el municipio de Aspindza y desde Ajaltsije en dirección Ajalkalaki, Ninotsminda y luego la frontera con Armenia, al mismo tiempo que forma parte de la ruta europea E691. Hay una conexión hacia la capital Tiflis a través de Ajaltsije y Ajalkalaki-Ninotsminda. La carretera nacional Sh58 conduce desde la S11 hasta Kura a través de Vardzia hasta la frontera turca. 
El municipio no dispone de conexión ferroviaria propia; las estaciones de tren más cercanas se encuentran en los centros de los municipios vecinos de Ajaltsije y Ajalkalaki.

## Galería

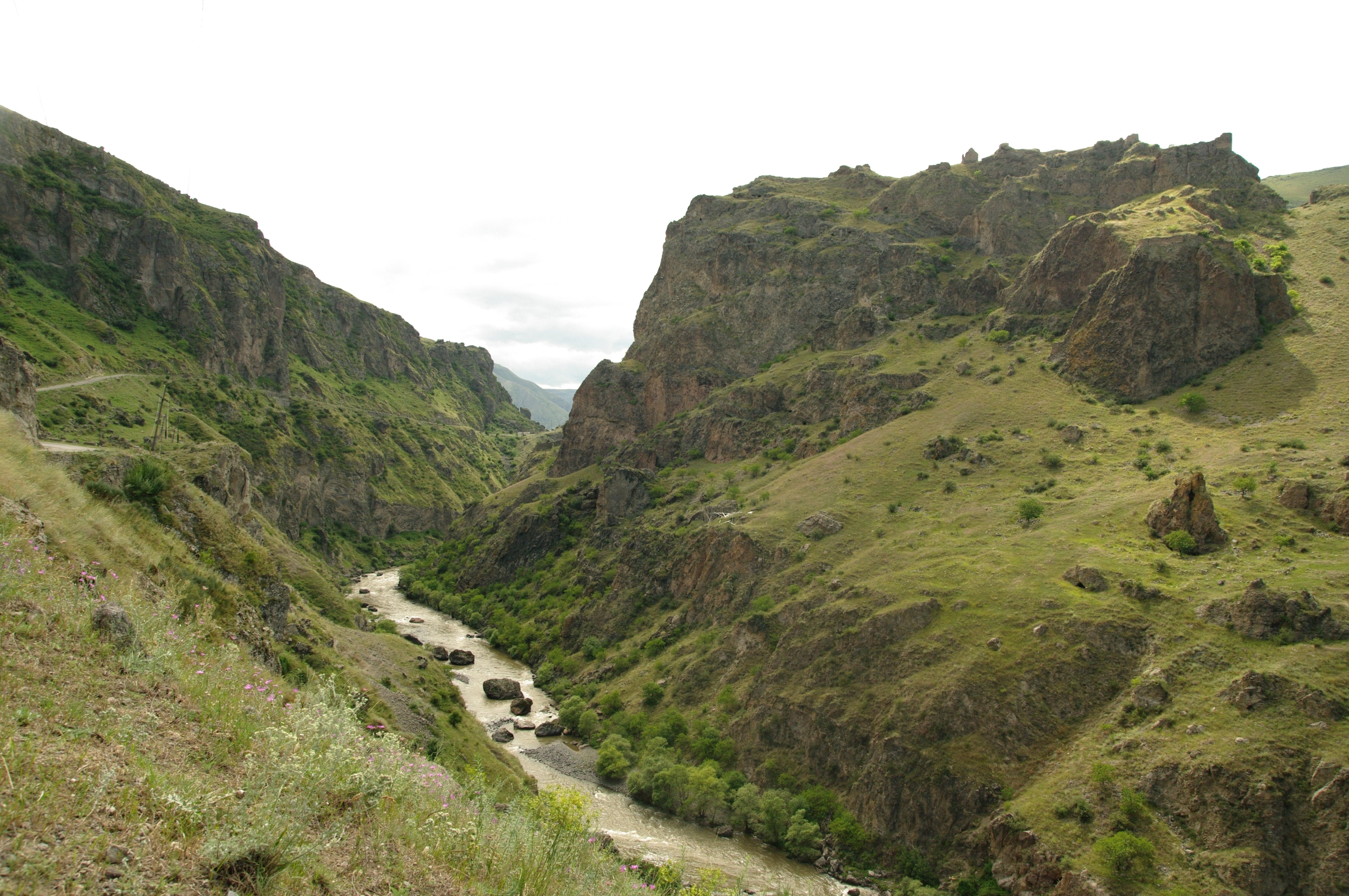
Río Kurá a su paso por el municipio
Cuevas de Vani
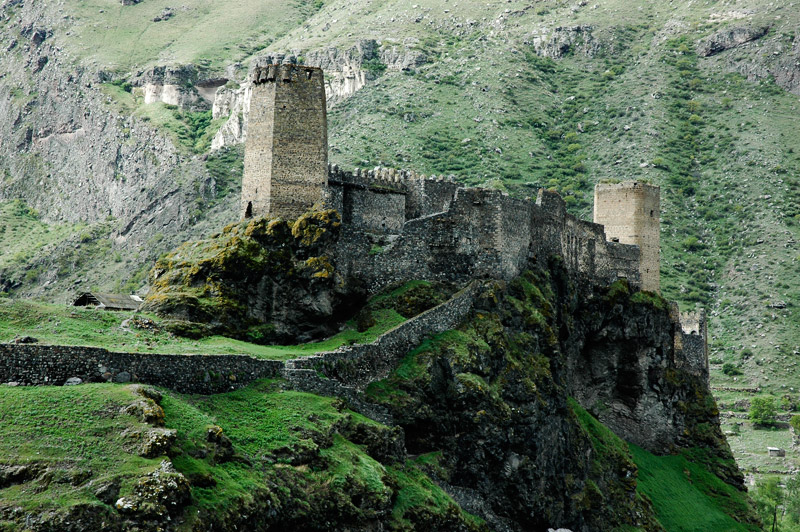
Fortaleza de Jertvisi
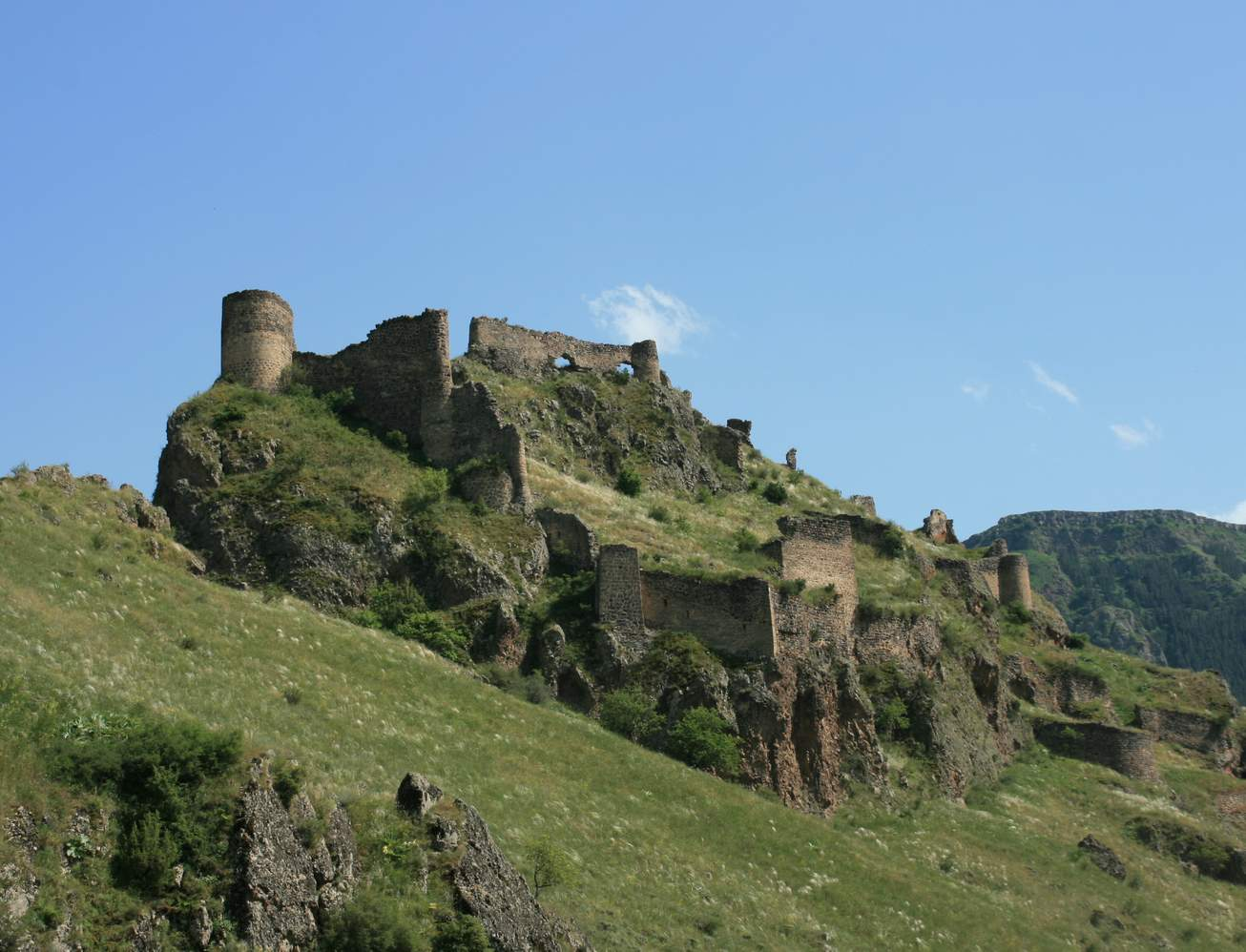
Fortaleza de Tmogvi